# 1776

## Esdeveniments
- 1 de març - Purandhar (Índia): el peshwa Maratha i el governador de l'Índia Britànica a Calcuta signen el tractat de Purandhar que anul·lava l'anterior tractat de Surat.
- 17 de març - Boston, Província de la Badia de Massachusetts: L'Exèrcit continental, sota el comandament del general Washington, obliga les forces britàniques a evacuar Boston (Evacuation Day).
- 4 de juliol: Els Estats Units proclamen la independència del Regne Unit.[1]
- 27 d'agost - Long Island, Nova York, EUA: Victòria dels rebels americans en la batalla de Long Island emmarcada en la Campanya de Nova York i Nova Jersey de la Guerra d'Independència dels Estats Units.
- 21 de setembre - Nova York, EUA: Es provoca el Gran Incendi de Nova York en el context de la Guerra d'Independència dels Estats Units.
- 26 de desembre - Trenton, Nova Jersey, EUA: Els americans guanyen la batalla de Trenton durant la Guerra d'Independència dels Estats Units.
- Henry Cavendish descobreix l'hidrogen.
- S'esculpeix la Silla del Rey.

## Naixements
Països Catalans
- 12 de novembre - Barcelonaː Eulàlia Ferrer, editora, llibretera, impressora i directora del Diario de Barcelona durant vint anys (m. 1841).[2]

Resta del món
- 24 de gener - Königsberg: Ernst Theodor Amadeus Hoffmann, escriptor i compositor alemany (m. 1822).
- 10 de març - Hannover, Lluïsa de Mecklenburg-Strelitz, reina de Prússia (m. 1810).[3]
- 12 de març, Chevening, Kent: Hester Stanhope, aristòcrata anglesa, viatgera i exploradora.[4]

- 1 d'abril - París: Sophie Germain, matemàtica francesa (m. 1831).[5]
- 22 de juliol, Tisbury, Wiltshire, Regne Unit: Etheldred Benett, una de les primeres geòlogues angleses (m. 1845).[6]
- 19 de desembre - Graus: Eusebio de Bardaxí y de Azara, advocat, diplomàtic i polític aragonès (m. 1842).

## Necrològiques
Països Catalans
- 14 de setembre, València: Manuel Narro Campos, compositor i organista valencià.

- Placidus Metsch, organista i religiós benedictí alemany

Resta del món
- 23 de maig - París: Julie de Lespinasse, escriptora i amfitriona d'un saló promotor del moviment enciclopedista.[7]